# Eine langweilige Geschichte
Eine langweilige Geschichte (russisch Скучная история, Skutschnaja istorija) ist eine Erzählung des russischen Schriftstellers Anton Tschechow, die 1889 entstand und im selben Jahr in der russischen Monatszeitschrift Sewerny Westnik in Sankt Petersburg erschien.

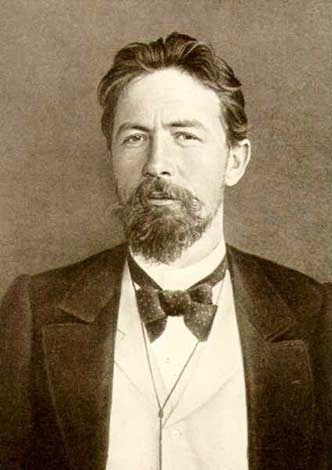
Anton Tschechow

Ein todkranker Mediziner resümiert kurz vor seinem Lebensende bitter: All seine Gelehrsamkeit und beruflichen Erfolge haben ihm keinen inneren Halt gegeben – sie waren letztlich bedeutungslos angesichts des Fehlens einer Idee, die seinem Leben Sinn verliehen hätte.

## Handlung
Der angesehene Anatom Nikolai Stepanytsch X., Geheimrat und Dekan der Medizinischen Fakultät, ist ein gefeierter Wissenschaftler, der nach drei Jahrzehnten akademischer Lehrtätigkeit noch immer über hundert Minuten lang seine Zuhörer fesseln kann – obwohl er weiß: Ihm bleibt nur noch ein halbes Jahr zu leben.
Sein Kollege Michail Fjodorowitsch, Professor der Philosophie, hat längst erkannt, wie krank Nikolai Stepanytsch ist, und rät ihm dringend zum Rückzug aus dem Berufsleben. Doch der Professor hält an seinem Amt fest – nicht zuletzt aus finanziellen Gründen: Seine ärztliche Praxis hat er aufgegeben, neue Lehrbücher schreibt er nicht mehr. Dennoch muss er seinen in Warschau stationierten Sohn monatlich mit fünfzig Rubel unterstützen, während die Tochter Lisa ein teures Musikstudium am Konservatorium absolviert. Selbst seinem treuen Diener Jegor schuldet er seit fünf Monaten den Lohn.
Mit seiner Frau Warja verbindet ihn kaum noch etwas. Einst hatte er sie geliebt, doch die Beziehung ist über die Jahre erkaltet. Einzig zu seiner 25-jährigen Adoptivtochter Katja verspürt der 62-Jährige noch eine innige Zuneigung. Katja, die er vor achtzehn Jahren als Waise aufgenommen hatte, war mit einem beachtlichen Erbe ausgestattet und träumte von einer Karriere als Schauspielerin. Nach dem Tod ihres unehelichen Kindes kehrt sie, enttäuscht und erschöpft, in den Haushalt des Professors zurück. Während Warja und Lisa ihr Verachtung entgegenbringen, bleibt Nikolai Stepanytsch ihr einziger Halt. Warja begreift nicht, wie ihr Ehemann täglich Stunden mit einer ledigen Frau verbringen kann.
Katja beginnt eine Beziehung mit dem Philosophen Michail Fjodorowitsch – doch auch diese scheitert.
Indes verlobt sich Lisa mit dem knapp 30-jährigen Aleksandr Adolfowitsch Gnecker, einem selbstsicheren Klavierhändler und Musikkritiker, der vorgibt, ein Gut in Charkow zu besitzen. Auf Drängen seiner Frau reist der Professor dorthin, um mehr über den vermeintlichen Schwiegersohn in Erfahrung zu bringen – ohne Erfolg: In Charkow ist eine wohlhabende Familie Gnecker unbekannt. Doch seine Nachforschungen kommen zu spät – Lisa hat Gnecker bereits heimlich geheiratet.
Unerwartet trifft Katja im Hotel ein. Aus der Zeitung hat sie vom Aufenthalt ihres Adoptivvaters erfahren. Von der Trennung erschüttert und ohne klare Perspektive, sucht sie Rat. Doch der Professor kann ihr nichts Tröstliches sagen. Stattdessen erkennt er mit schmerzlicher Klarheit: „Ich habe die Abwesenheit dessen, was meine Kollegen Philosophen eine allgemeine Idee nennen, erst jetzt am Ende meiner Lebenstage bemerkt …“

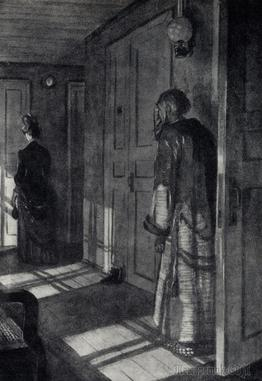
Katja verlässt das Hotel in Charkow, ohne sich noch einmal umzublicken – der Professor bleibt allein zurück. (1953, Shishmaryova)

Katja reist ab. Der Professor bleibt zurück – im Wissen, dass seine Lieblingstochter nicht einmal bei seinem Begräbnis zugegen sein wird. 

## Deutung
Eine langweilige Geschichte (1889) entstand in einer Phase tiefer persönlicher und künstlerischer Krise Tschechows und gehört zu jener Werkgruppe, in der zentrale philosophische Fragen nach Sinn, Weltanschauung und menschlicher Orientierung behandelt werden. Wie in späteren Erzählungen (Gusev, Das Duell, Krankensaal Nr. 6) wird die Welt aus der Perspektive eines einzelnen, subjektiv begrenzten Bewusstseins gezeigt. Der Autor verzichtet bewusst auf eine wertende Erzählinstanz, was der Geschichte eine distanzierte, fast klinisch-objektive Tonlage verleiht.
Die Erzählung folgt dem inneren Monolog eines sterbenden Medizinprofessors, der erstmals in seinem Leben beginnt, das scheinbar erfolgreiche Dasein kritisch zu hinterfragen. Schlaflosigkeit, Todesangst und Selbstbeobachtung führen ihn zur Erkenntnis, dass sein Leben – trotz aller wissenschaftlichen Verdienste – letztlich sinn- und ideenlos war. Er erkennt mit wachsender Klarheit seine emotionale Kälte und Isolation: Von seiner Familie entfremdet, unfähig zur Nähe zu seiner Adoptivtochter Katja, verliert er jeden inneren Halt. Die beiden zentralen Begegnungen mit Katja – in Todesangst und später in einem Hotel in Charkow – markieren dramatische Höhepunkte, in denen er sich als unfähig erweist, Sinn zu spenden oder Trost zu geben.
Tschechows nüchterner Stil, geprägt von Lakonie, Distanziertheit und psychologischer Genauigkeit, unterstreicht die existenzielle Leere und das Fehlen einer "Gesamtidee". Die Erzählung verweigert explizite Antworten auf die gestellten Sinnfragen und verweist stattdessen auf die Tragik eines Lebens ohne geistige Orientierung.

## Rezeption
- 23. März 1950, Maurois bewundert, wie Tschechow neben den unmittelbar bevorstehenden Tod des Protagonisten – also gegen das Tragische – kunstgerecht das Banale der letzten Ereignisse gestellt hat.[2]
- 3. März 2004, H.-Georg Lützenkirchen zitiert in seinem Beitrag Lebenswahrheiten in literaturkritik.de Thomas Mann: „...ein ganz und gar ausserordentliches, faszinierendes Werk, das an stiller, trauriger Merkwürdigkeit in aller Literatur nicht seinesgleichen hat“.

## Adaptionen

### Verfilmung
- Im Jahr 1982 kam in Polen der gleichnamige Film[3] von Wojciech Has in die Kinos. Gustaw Holoubek spielte den Professor Nikolai Stepanytsch, Anna Milewska[4] seine Frau Warja, Hanna Mikuć[5] die Adoptivtochter Katja, Elwira Romańczuk seine Tochter Lisa und Janusz Gajos den Aleksandr Gnecker.[6]

### Hörspiel
1998 erstellte Christian Schuler eine knapp 84-minütige Hörspielbearbeitung für den Mitteldeutschen Rundfunk, ebenfalls unter dem Titel Eine langweilige Geschichte. Günter Bommert, der auch die Rolle des Egor sprach, übernahm die Regie.
Es sprachen u. a.: Kurt Böwe (Nikolaj Stepanovic), Karin Ugowsky (Varja, seine Frau), Jaschka Lämmert (Liza, seine Tochter), Corinna Kirchhoff (Katja), Lothar Blumhagen (Michail Fedorovic) und Lutz Salzmann (Aleksandr Adolfovic Gnekker). Die Erstsendung fand am 8. Dezember 1998 beim Sender MDR Kultur statt.

### Sprechtheater
- Bernd Surholt in Alles andere als eine langweilige Geschichte von Rudolf Höhn.

## Deutschsprachige Ausgaben

### Verwendete Ausgabe
- Eine langweilige Geschichte. Aus den Aufzeichnungen eines alten Mannes. Deutsch von Reinhold Trautmann. S. 57–128 in Marga Erb (Hrsg.): Anton P. Tschechow: Aus den Notizen eines Jähzornigen. 412 Seiten (enthält noch: Der Tod des Beamten. Aus dem Tagebuch eines Buchhaltergehilfen. Unteroffizier Prischibejew. Gram. Ein Glücklicher. Wanka. Das Gewinnlos. Gussew. Rothschilds Geige. Der Student. Mein Leben. Herzchen. Die Stachelbeeren. Von der Liebe. Jonytsch. Die Dame mit dem Hündchen. Der Bischof). Reclam, Leipzig 1972, ohne ISBN